# Stara Wieś (Skowierzyn)
Stara Wieś – część wsi Skowierzyn położona w Polsce,  w województwie podkarpackim, w powiecie stalowowolskim, w gminie Zaleszany.
W latach 1975–1998 Stara Wieś należała administracyjnie do województwa tarnobrzeskiego.